# Giovanni Gradenigo
Giovanni Gradenigo, född 1280, död 1356, var en venetiansk doge. Han var regerande doge av Venedig 1355-1356. 